# Дуброво (Селівановський район)
Дуброво (рос. Дуброво) — село у Селівановському районі Владимирської області Російської Федерації.
Входить до складу муніципального утворення Новлянське сільське поселення. Населення становить 95 осіб (2010).

## Історія
Село розташоване на землях фіно-угорського народу мещери.
Від 10 травня 1929 року належить до Селівановського району, утвореного спочатку у складі Владимирського округу Івановської промислової області, а від 1944 року — Владимирської області.
Згідно із законом від 13 травня 2005 року входить до складу муніципального утворення Новлянське сільське поселення.

## Населення
| 1859 | 1897 | 1926  | 2002 | 2010 |
| ---- | ---- | ----- | ---- | ---- |
| 758  | ↗940 | ↗1685 | ↘147 | ↘95  |